# Signe de Nikolsky
Le signe de Nikolsky est une observation dermatologique mise en évidence par le médecin russe Piotr Nikolski qui témoigne d'un processus d'acantholyse,.
Ce signe peut être observé en exerçant un mouvement de cisaillement de l'épiderme ou un frottement de la peau à la base d'une lésion. Si cette pression ou ce frottement entraîne un décollement cutané, cela objecte d'une dermatose bulleuse.
Le signe de Nikolsky s'observe principalement au cours de trois affections : les toxidermies graves comme la nécrolyse épidermique toxique, c'est-à-dire le syndrome de Lyell et le syndrome de Stevens-Johnson, le pemphigus et l'épidermolyse staphylococcique aiguë.